# Rybnice
Rybnice település Csehországban, a Észak-plzeňi járásban. Rybnice Kaznějov és Plasy településekkel határos. Lakosainak száma 620 fő (2024. január 1.).

## Népesség
A település lakosságának változását az alábbi diagram mutatja:
| Lakosok száma | 367  | 342  | 432  | 490  | 411  | 496  | 528  | 553  | 591  | 620  |
|               | 1869 | 1900 | 1921 | 1961 | 1980 | 2011 | 2016 | 2019 | 2021 | 2024 |